# Pacy-sur-Eure
Pacy-sur-Eure település Franciaországban, Eure megyében. Lakosainak száma 4975 fő (2022. január 1.). Pacy-sur-Eure Ménilles, Douains, Chaignes, Aigleville, Hécourt, Fains, Croisy-sur-Eure, Caillouet-Orgeville és Le Plessis-Hébert községekkel határos.

## Népesség
A település népességének változása:
| Lakosok száma | 5117 | 5090 | 5069 | 5056 | 5042 | 5001 | 4975 |
|               | 2015 | 2017 | 2018 | 2019 | 2020 | 2021 | 2022 |